# Renaat Schotte

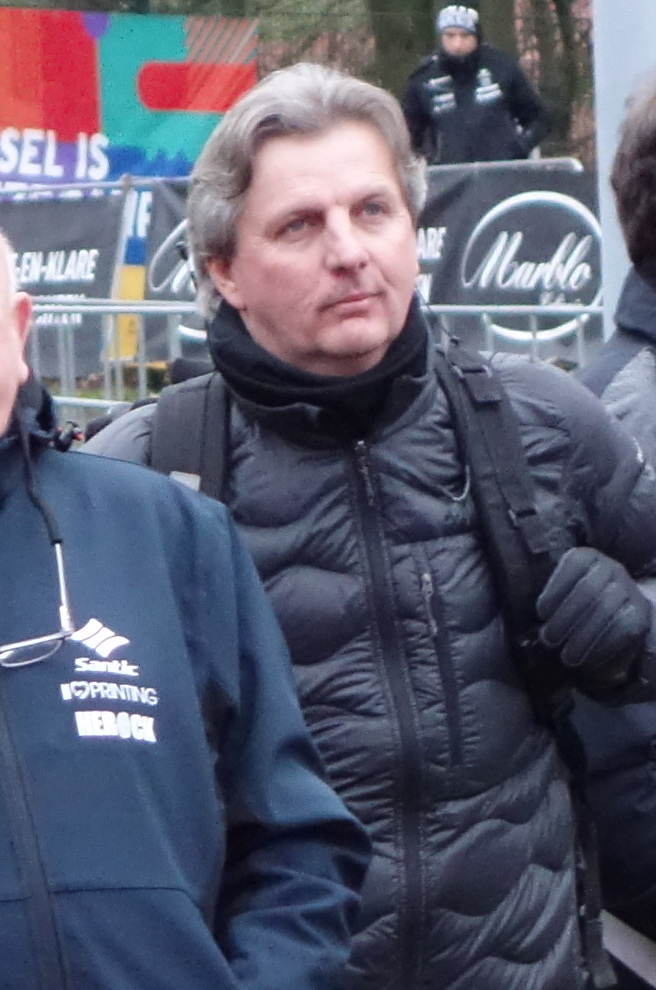
Renaat Schotte tijdens de veldrit van Brussel in 2020

Renaat André José Schotte (Brugge, 27 juni 1968) is een Belgische sportjournalist. Hij is gespecialiseerd in verslaggeving over wielrennen en werkt sinds oktober 1998 voor Sporza, de sportdienst van de VRT.

## Biografie
Schotte heeft geschiedenis gestudeerd in Gent.
Sinds 2005 volgt Schotte de voorjaarskoersen op de motor. De Bruggeling is ook specialist in baanwielrennen. Verder becommentarieerde en presenteerde hij veldrijden. Schotte maakte zeven Olympische Spelen ter plekke mee. In Parijs was hij in 2024 commentator bij het baanwielrennen en BMX'en. Bij de weg en tijdritten was hij interviewer.
Zijn loopbaan begon in 1993 bij WTV, de West-Vlaamse Televisie. In '95 volgde een overstap naar SuperSport, het toenmalige sportkanaal van de betaalzender FilmNet. Daar was hij reportagemaker, eindredacteur en presentator van het wielermagazine 53x12. Sinds 1999 volgde hij elke Ronde van Frankrijk, waar hij eerst de renners voor en na de koers interviewde. In de Tour van 2010 maakte hij z'n debuut als commentator bij 9 ritten. Zijn eerste Ronde van Italië voor VRT becommentarieerde hij in 2002, zijn laatste Giro als Sporzacommentator was 2016. Sindsdien trekt hij wel elk jaar terug naar de Giro, in een rol als vliegende nieuwsreporter en presentator van het Sporza Giro Magazine. Zijn meeslepend livecommentaar bij de finish van de Girorit naar Siena in 2025 werd gebruikt in een release van DJ Neal op Spotify en andere muziekplatformen: 'Turbowout'. 
In drie edities van de Ronde van Frankrijk was hij ook te horen als motorverslaggever: 2019, 2020 en 2021. Sinds 2022 is hij de vaste commentator voor rittenkoersen bij Sporza. Qua verslaggeving in grote rondes staat de teller op 58: 27x Tour, 25x Giro en 6x Vuelta (statistieken einde 2025).